# Álvaro Santamaría
Álvaro Santamaría Arenas (Gijón, 7 de noviembre de 2001) es un futbolista español que juega como delantero centro en el Real Avilés Industrial C. F. de la Primera Federación.

## Trayectoria
Se incorpora al Real Sporting de Gijón "B" en 2019 procedente del Colegio Inmaculada. Debuta con el filial del Sporting el 21 de diciembre del mismo año al entrar como suplente en la segunda mitad en un empate por 1-1 frente a la U. P. de Langreo en la Segunda División B. El 15 de julio de 2020, tras finalizar su formación juvenil, renueva con el club y asciende definitivamente al filial. Además, su primer gol llega el siguiente 17 de octubre en una derrota liguera por 2-4 frente a la Cultural Leonesa.
Álvaro logra debutar con el Real Sporting de Gijón el 12 de noviembre de 2021 al entrar como suplente en la segunda mitad en una derrota por 0-1 frente a la Real Sociedad "B" en Segunda División.
En junio de 2023 ficha por el Rayo Cantabria. El 28 de agosto de ese año, llegó a disputar seis minutos con el Real Racing Club de Santander, en partido de la Segunda División ante la S. D. Huesca. A pesar de ser titular habitual y lograr una respetable cifra de goles con el filial racinguista, tras acabar la temporada 2023-24 el club comunica la desvinculación del jugador del cuadro santanderino.
El 17 de julio de 2024, el Real Avilés de la Segunda Federación, comunica su fichaje por una temporada con opción a otra.

## Clubes
| Club                  | País   | Año       | Partidos | Goles |
| --------------------- | ------ | --------- | -------- | ----- |
| Sporting de Gijón "B" | España | 2019-2023 | 85       | 29    |
| Rayo Cantabria        | España | 2023-2024 | 36       | 12    |
| Real Avilés I. C. F.  | España | 2024-     | 0        | 0     |